# Subprefectura de Nemuro
La Subprefectura de Nemuro (根室振興局, Nemuro-shinkō-kyoku) és una subprefectura de Hokkaido, al Japó. La seua capital i municipi més poblat és la ciutat de Nemuro. Actualment i des de la fi de la Segona Guerra Mundial, part de la subprefectura es troba sota ocupació russa.

## Geografia
La subprefectura es troba al nord-est de l'illa de Hokkaido i limita al sud amb la subprefectura de Kushiro i a l'est amb la subprefectura d'Okhotsk. Al nord limita amb la mar d'Okhotsk, a l'oceà Pacífic. El territori de la subprefectura inclou tant municipis a l'illa principal com alguns altres a illes més xicotetes, aquestes ocupades per Rússia des de la fi de la segona guerra mundial.

### Municipis
| |          |          |          |
| \| Municipi \| Població \| Extensió \| Densitat \| \| ------------ \| -------- \| -------- \| -------- \| \| Betsukai \| 15.010 \| 1.319,63 \| 11,4 \| \| Nakashibetsu \| 23.393 \| 684,27 \| 34,2 \| \| Nemuro \| 25.457 \| 506,25 \| 50,3 \| \| Rausu \| 4.955 \| 397,72 \| 12,5 \| \| Rubetsu[1] \| ??? \| 1.442,82 \| ??? \| \| Ruyobetsu[1] \| ??? \| 960,27 \| ??? \| \| Shana[1] \| ??? \| 973,30 \| ??? \| \| Shibetoro[1] \| ??? \| 760,50 \| ??? \| \| Shibetsu \| 5.243 \| 624,69 \| 8,39 \| \| Shikotan[1] \| ??? \| 253,33 \| ??? \| \| Tomari[1] \| ??? \| 538,56 \| ??? \| \| Total \| 74.058 \| 8.534,22 \| 25 \| |          |          |          |
| Municipi | Població | Extensió | Densitat |
| Betsukai | 15.010   | 1.319,63 | 11,4     |
| Nakashibetsu | 23.393   | 684,27   | 34,2     |
| Nemuro | 25.457   | 506,25   | 50,3     |
| Rausu | 4.955    | 397,72   | 12,5     |
| Rubetsu | ???      | 1.442,82 | ???      |
| Ruyobetsu | ???      | 960,27   | ???      |
| Shana | ???      | 973,30   | ???      |
| Shibetoro | ???      | 760,50   | ???      |
| Shibetsu | 5.243    | 624,69   | 8,39     |
| Shikotan | ???      | 253,33   | ???      |
| Tomari | ???      | 538,56   | ???      |
| Total | 74.058   | 8.534,22 | 25       |

## Història

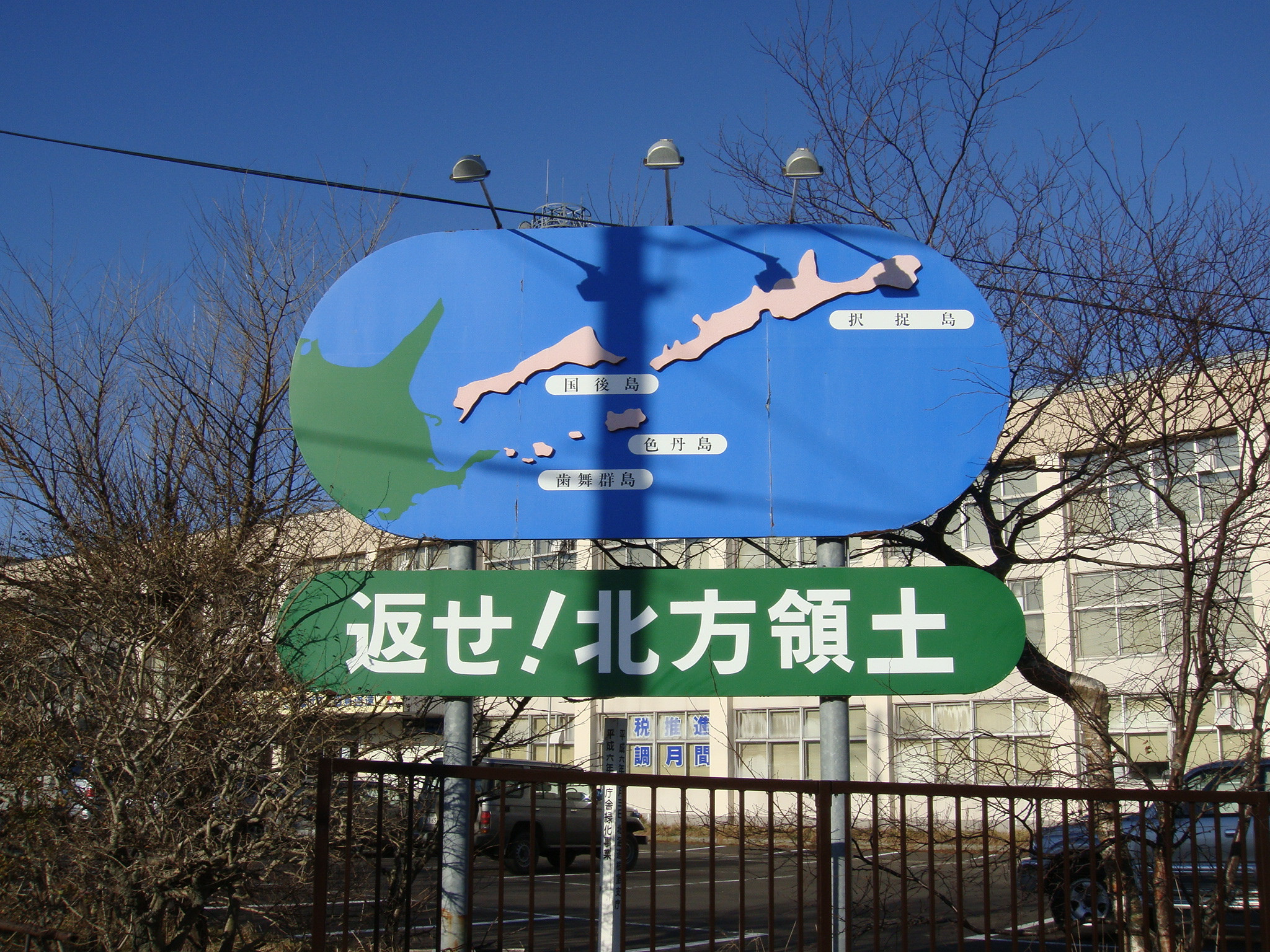
Cartell on es reclama la devolució dels territoris del nord

- 1897: Es creen les subprefectures de Nemuro i Shana.
- 1903: Les subprefectures de Nemuro i Shana es fusionen formant la subprefectura de Nemuro.
- 1945: L'exèrcit soviètic ocupa les illes del nord de la subprefectura.
- 1951: El govern del Japó renuncia a una part de la subprefectura de Nemuro, en concret a les illes més septentrionals de l'arxipèlag Kuril, amb la signatura del tractat de San Francisco.
- 2010: Degut a la reforma administrativa duta a terme pel govern de Hokkaidō a totes les subprefectures, la subprefectura canvia la seua denominació oficial, tot i que no perd territori, romanent inalterable.
- 2018: Els governs del Japó i Rússia reprenen les conversacions sobre els territoris del nord.

## Demografia
| 1950   | 1960   | 1970   | 1980   | 1990   | 2000   | 2010   | 2020   |
| ------ | ------ | ------ | ------ | ------ | ------ | ------ | ------ |
| 69.733 | 94.855 | 97.513 | 99.131 | 92.224 | 86.493 | 80.576 | 74.058 |